# Pistolet

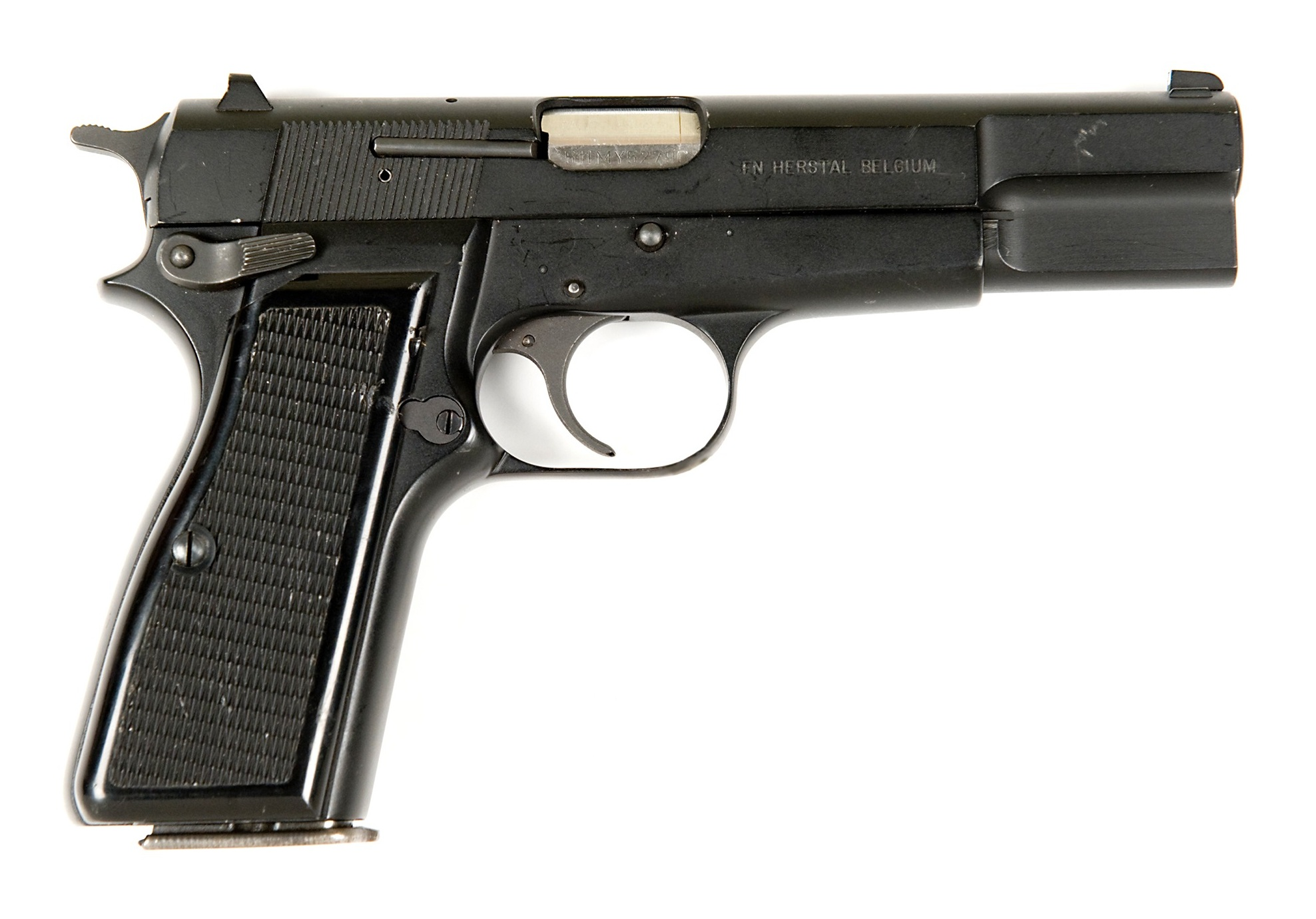
Pistolet Browning HP

Pistolet – krótka, ręczna broń strzelecka (z wyłączeniem rewolwerów) przeznaczona do strzelania na krótkim dystansie (do 50 m). Wyposażona w chwyt umożliwiający prowadzenie ognia jedną ręką, oraz zasilana najczęściej amunicją pistoletową.

## Charakterystyka
Pistolet dla jednej lufy posiada pojedynczą komorę nabojową, co wyraźnie odróżnia go od rewolweru wyposażonego w bęben z kilkoma komorami. Pistolety są bronią o małych gabarytach, co czyni z nich poręczną broń boczną, w wielu przypadkach zdolną do skrytego przenoszenia. Chwyt pistoletowy dostosowany jest do prowadzenia ognia z jednej ręki, chociaż współcześnie w celu zwiększenia stabilności, popularna jest praktyka podpierania broni również drugą dłonią. Mały zasięg (do 50 m) umożliwia wykorzystanie pistoletu wyłącznie na krótkich dystansach. Broń tego typu jest z reguły zasilana amunicją słabszą od karabinowej, najczęściej pistoletową, ale występują również pistolety wykorzystujące silniejsze naboje rewolwerowe. Obecnie najpopularniejszym nabojem pistoletowym jest 9 × 19 mm Parabellum, choć zarówno współcześnie, jak i historycznie powstawały konstrukcje wykorzystujące bardzo zróżnicowaną amunicję, zarówno małokalibrową (np. .22 LR), jak i wielkokalibrową (np. .50 AE), a nawet eksperymentalne pistolety rakietowe (zob. Gyrojet). Współczesne najpopularniejszymi rodzajem tej broni są pistolety samopowtarzalne działające na zasadzie odrzutu swobodnego zamka lub krótkiego odrzutu lufy. W celu skrócenia czasu przygotowania do szybkiego, niespodziewanego strzału, są one często wyposażone w mechanizm samonapinania kurka.
Ze względu na ogromną rozpiętość produkcji w czasie, pistolety są bronią bardzo zróżnicowaną pod względem konstrukcyjnym, przechodząc przez kolejne stulecia ewolucję zbliżoną do pozostałych rodzajów broni strzeleckiej.

## Podział
Ze względu na konstrukcję pistolety dzieli się na:
- jednostrzałowe – będące bronią jednostrzałową, którą każdorazowo trzeba załadować pojedynczym nabojem. Zaliczają się do nich przede wszystkim pistolety odprzodowe ładowane rozdzielnie oraz starsze typy pistoletów odtylcowych.
- powtarzalne – stosunkowo rzadkie konstrukcje posiadające magazynki wymagające ręcznego przeładowania po każdym strzale (zob. broń powtarzalna).
- samopowtarzalne – w których za cykl przeładowania broni odpowiada automatyka, ale mechanizm spustowy umożliwia prowadzenie wyłącznie ognia pojedynczego. Współcześnie najpopularniejszy typ pistoletu[6].
- automatyczne – w których również przeładowanie odbywa się automatycznie, ale zdolne są do prowadzenia ognia ciągłego (zob. broń samoczynna i samoczynno-samopowtarzalna).

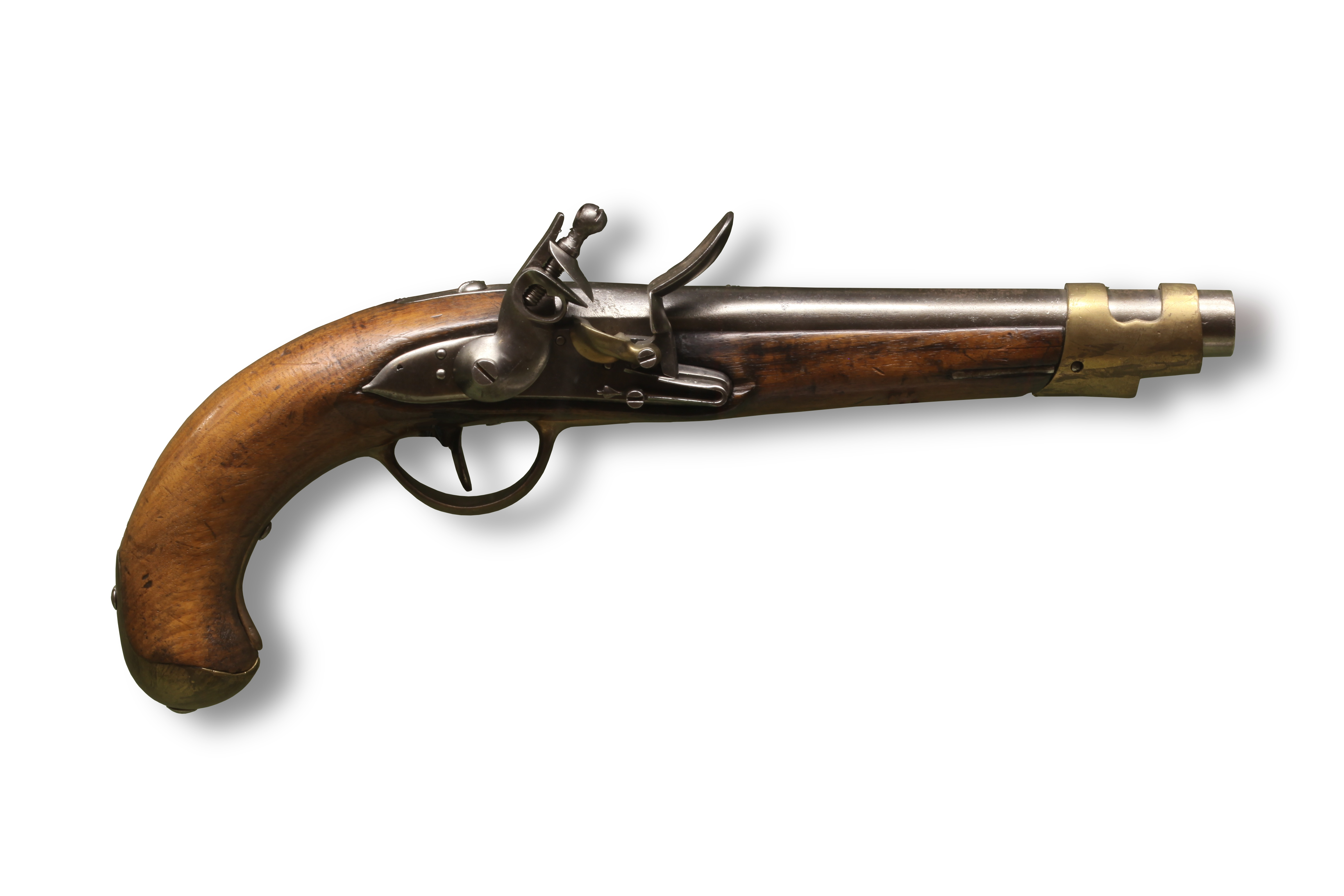
Odprzodowy pistolet jednostrzałowy rozdzielnego ładowania (XVIII w.)
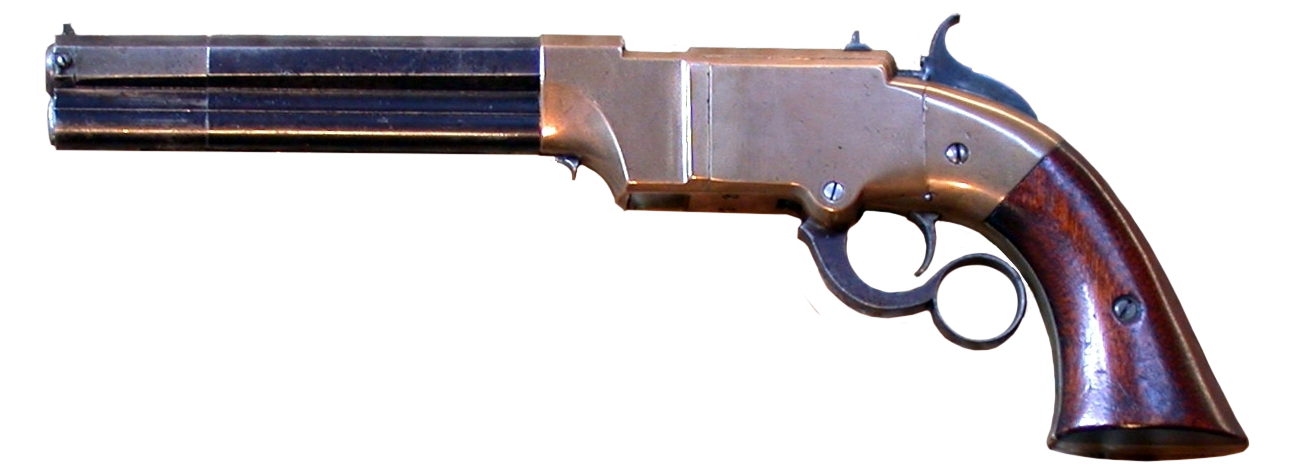
Pistolet powtarzalny Volcanic (XIX w.)
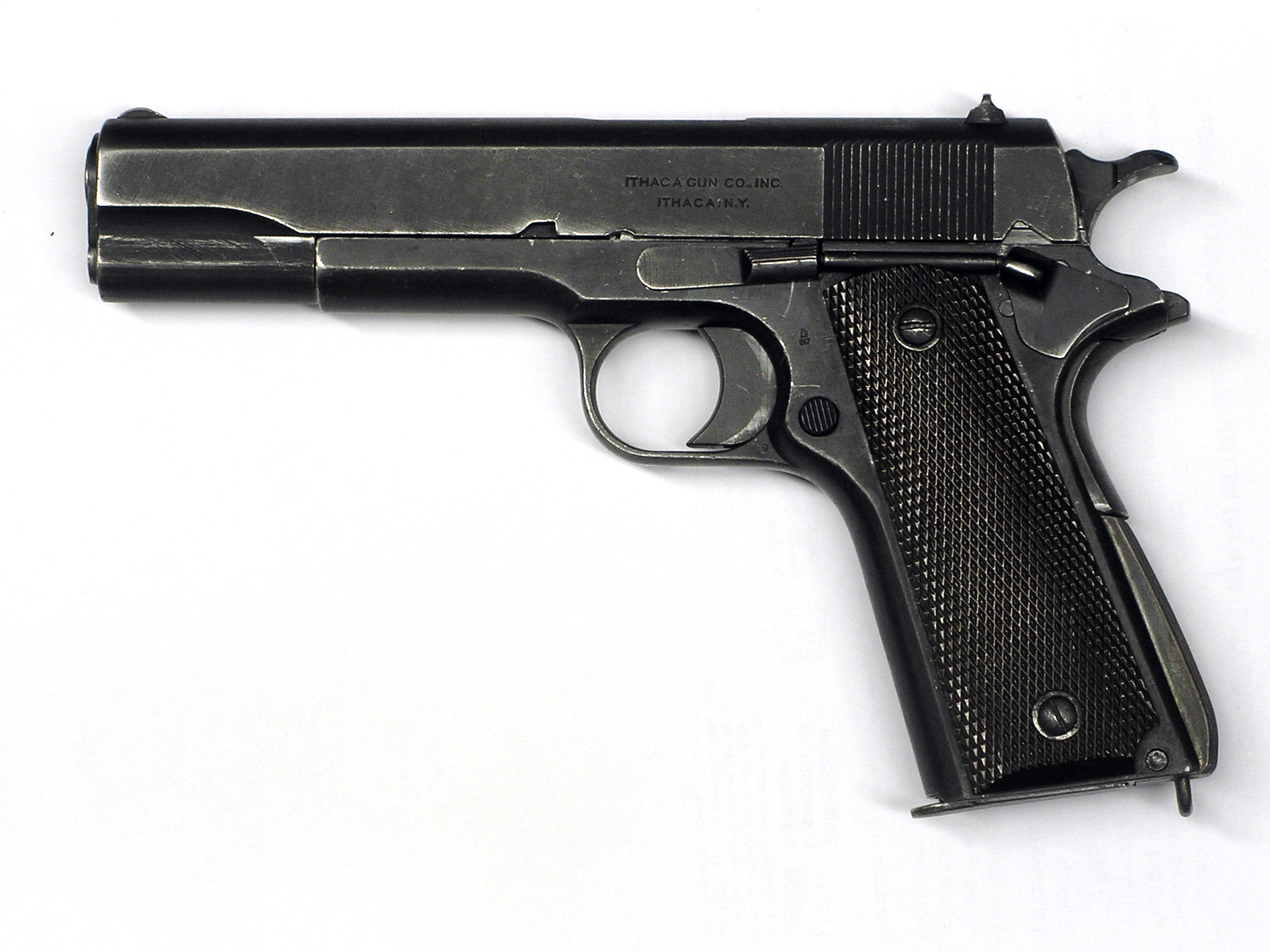
Pistolet samopowtarzalny Colt M1911 (XX w.)
Pistolet automatyczny Beretta 93R (XX w.)

Specyfika użycia broni krótkiej doprowadziła również do wykształcenia się specjalistycznych rodzajów pistoletów, jak na przykład:
- kieszonkowe
- pojedynkowe
- sportowe (tarczowe)
- sygnałowe
- wojskowe

i inne

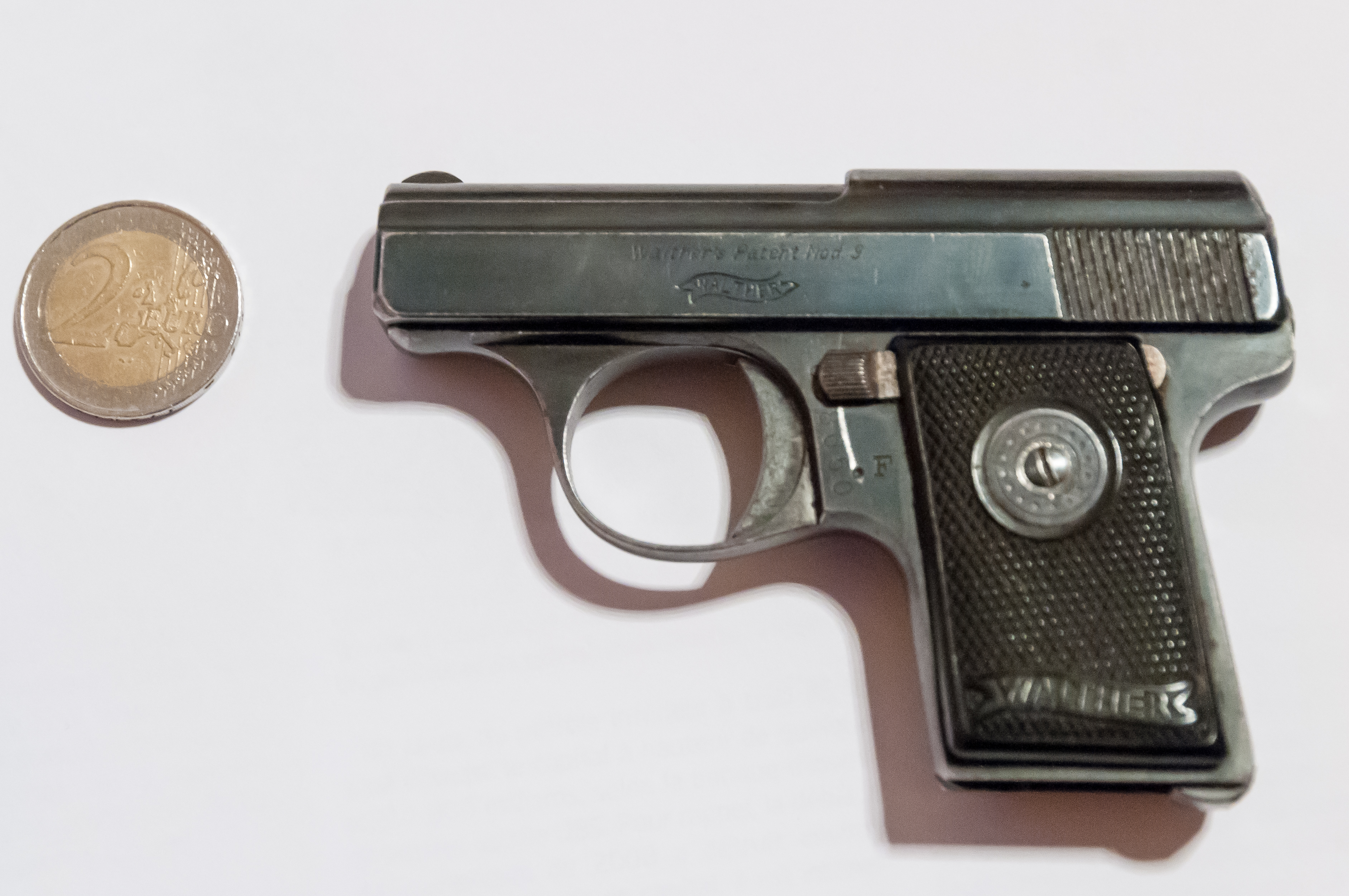
Pistolet kieszonkowy Walther Model 9
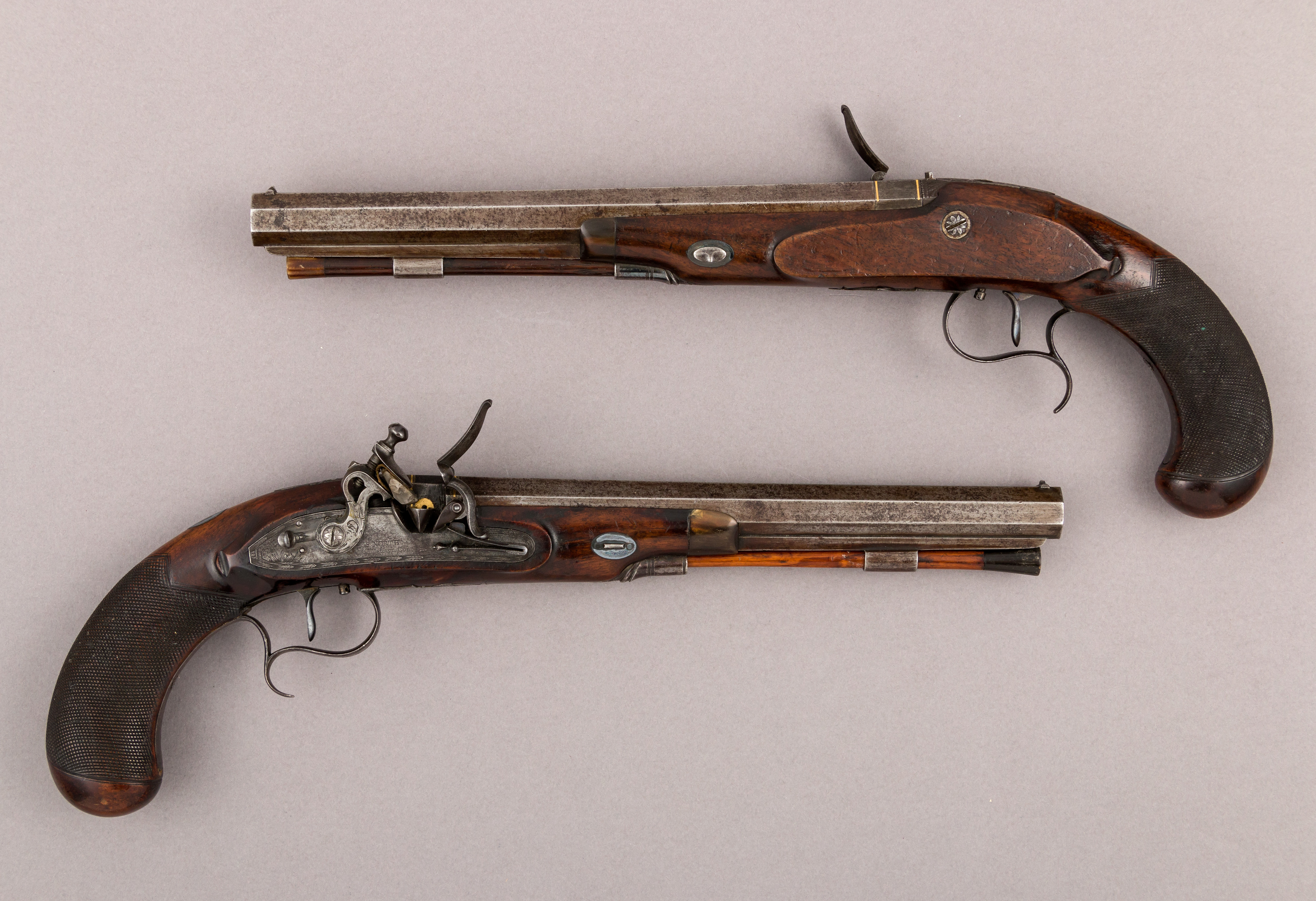
Para pistoletów pojedynkowych
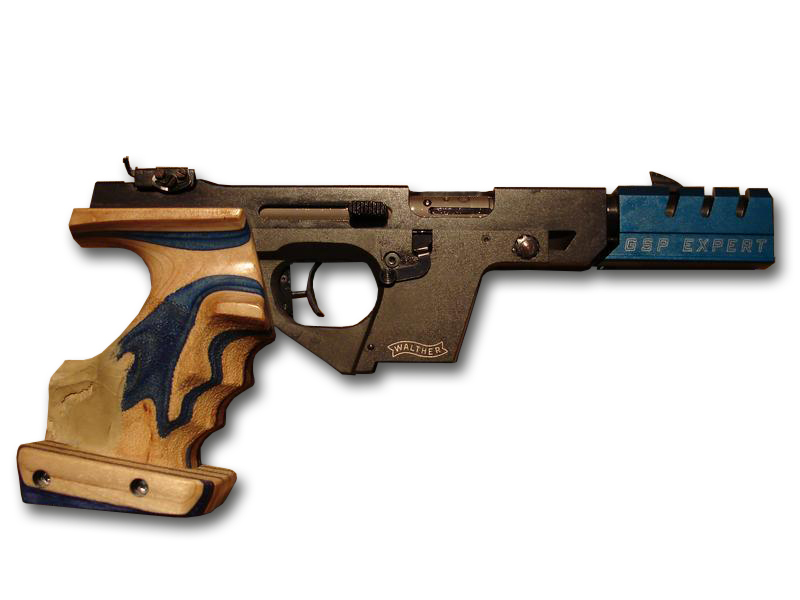
Pistolet sportowy Walther GSP
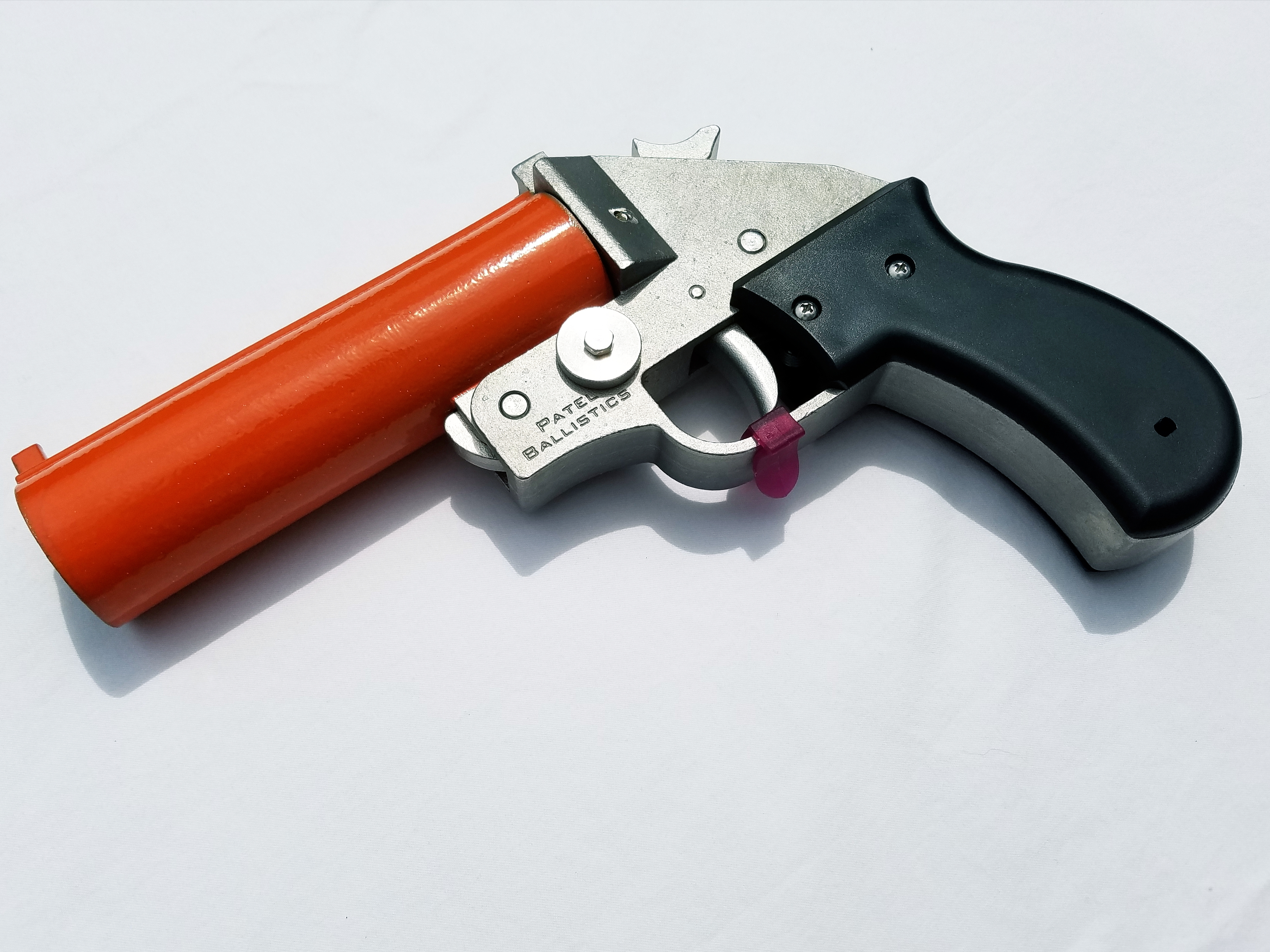
Pistolet sygnałowy
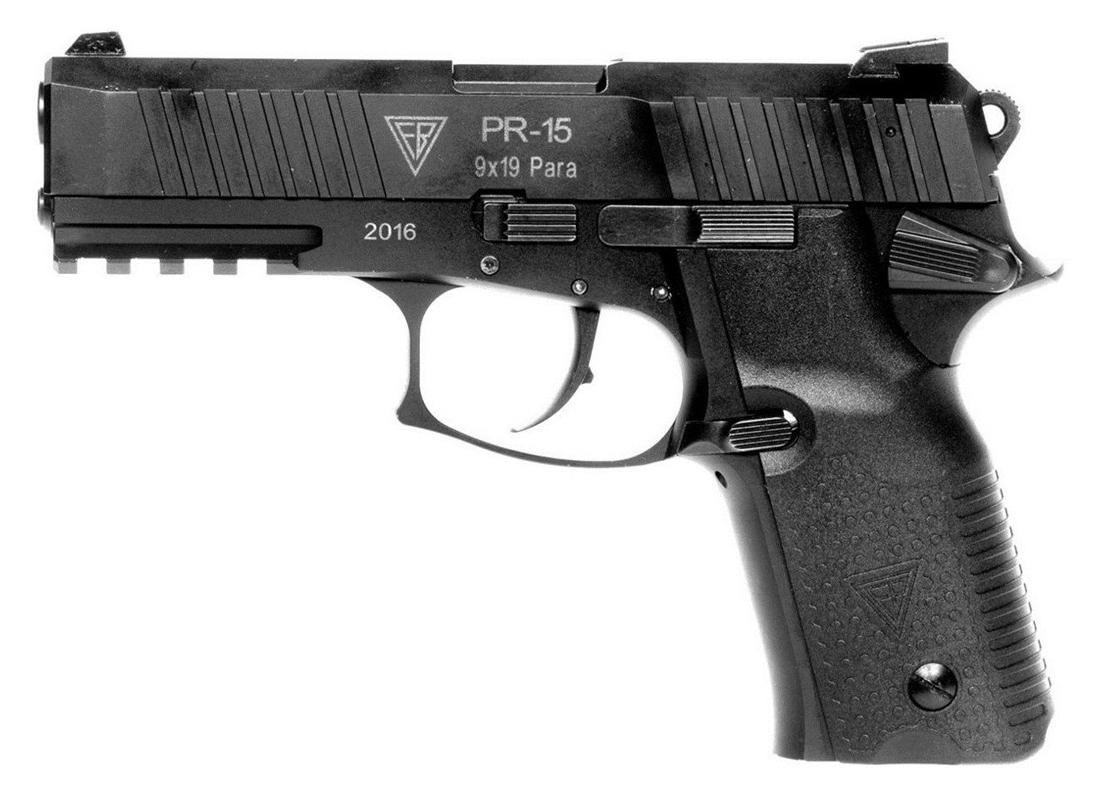
Pistolet wojskowy VIS 100

## Historia

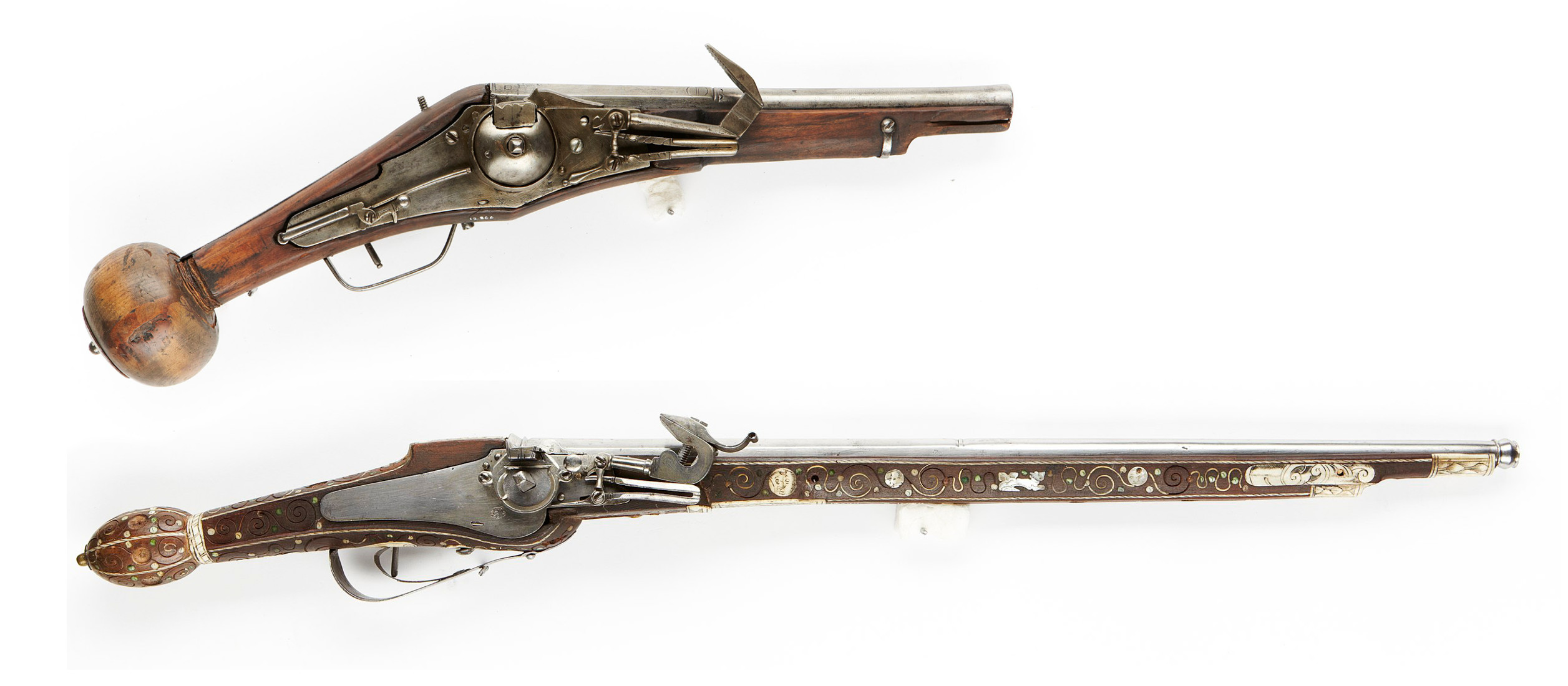
Wczesne pistolety kołowe (XVI-XVII w.) w typie: niemieckim (u góry), włoskim (u dołu)

Za pierwowzór pistoletu uznawany jest nowożytny petrynał, z którego pistolet wyewoluował jako jego lżejsza i poręczniejsza wersja przystosowana do strzelania z jednej ręki. Broń tego typu upowszechniła się dopiero po szerszym spopularyzowaniu zamków kołowych w XVI w. i wykorzystywana była głównie przez kawalerię. Początkowo występowały równolegle dwa główne typy pistoletów:
- typ niemiecki – stosunkowo krótki, o silnie pochylonym chwycie zakończonym bardzo dużą okrągłą głowicą
- typ włoski – dłuższy, o płytszym chwycie zakończonym głowicą o kształcie jajowatym lub gruszkowatym

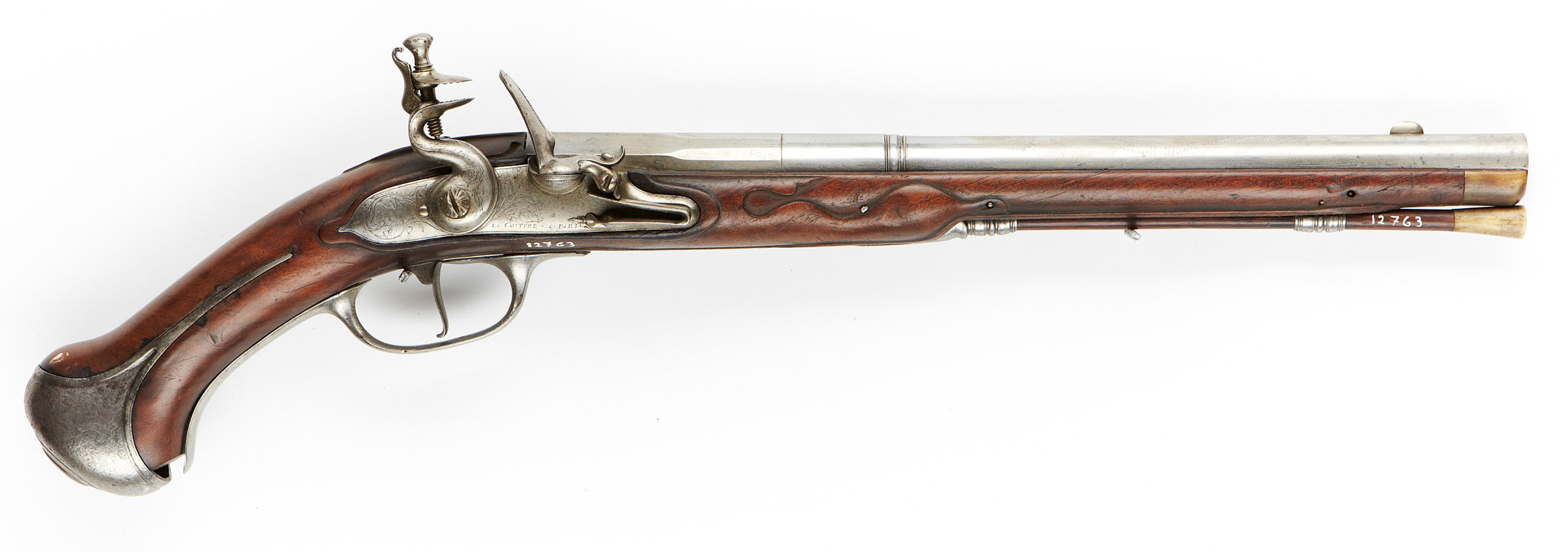
Pistolet skałkowy (druga połowa XVII w.)

Od XVII w. można zaobserwować proces ujednolicania chwytów pistoletowych, które zaczęły przybierać coraz częściej formę łukowatą o silnym pochyleniu w dół. Wraz z postępem technologicznym pistolety (analogicznie do pozostałych rodzajów broni strzeleckiej) zaczęto wyposażać w nowocześniejsze zamki, zastępując użytkowane początkowo zamki kołowe, kolejno skałkowymi (połowa XVII w.), a następnie kapiszonowymi (XIX w.). Ewenementem w tym względzie pozostawała Japonia gdzie od początku przyjęcia broni palnej aż po drugą połowę XIX w. używano nadal (również w pistoletach) archaicznych zamków lontowych.
Przez pierwsze stulecia swojego istnienia pistolety były wyłącznie bronią jednostrzałową ładowaną rozdzielnie od wlotu lufy. Wraz z wynalezieniem nabojów zespolonych w pierwszej połowie XIX w. możliwe stało się stworzenie pistoletów odtylcowych, a w dalszej perspektywnie również powtarzalnych zasilanych z magazynków. Spopularyzowanie takiego rozwiązania zostało jednak zahamowane przez spopularyzowanie rewolwerów, które w szybkim tempie wyparły z uzbrojenia pistolety jednostrzałowe i zmarginalizowały powstające dopiero pistolety powtarzalne. Przez następne dekady rewolwery całkowicie zdominowały rynek broni krótkiej, czyniąc rozwój pistoletów nieperspektywicznym.

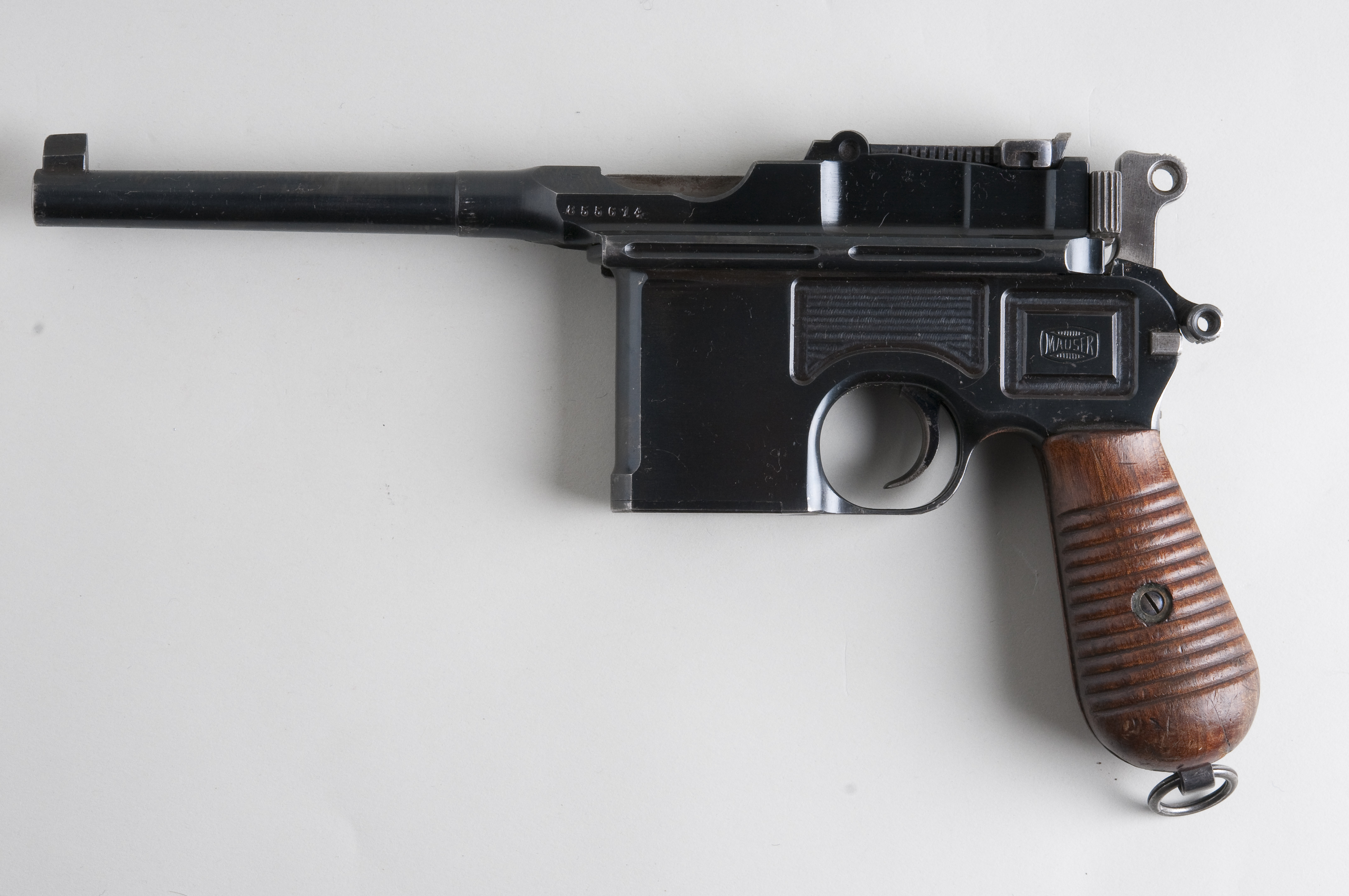
Pistolet samopowtarzalny Mauser C96 (koniec XIX w.)

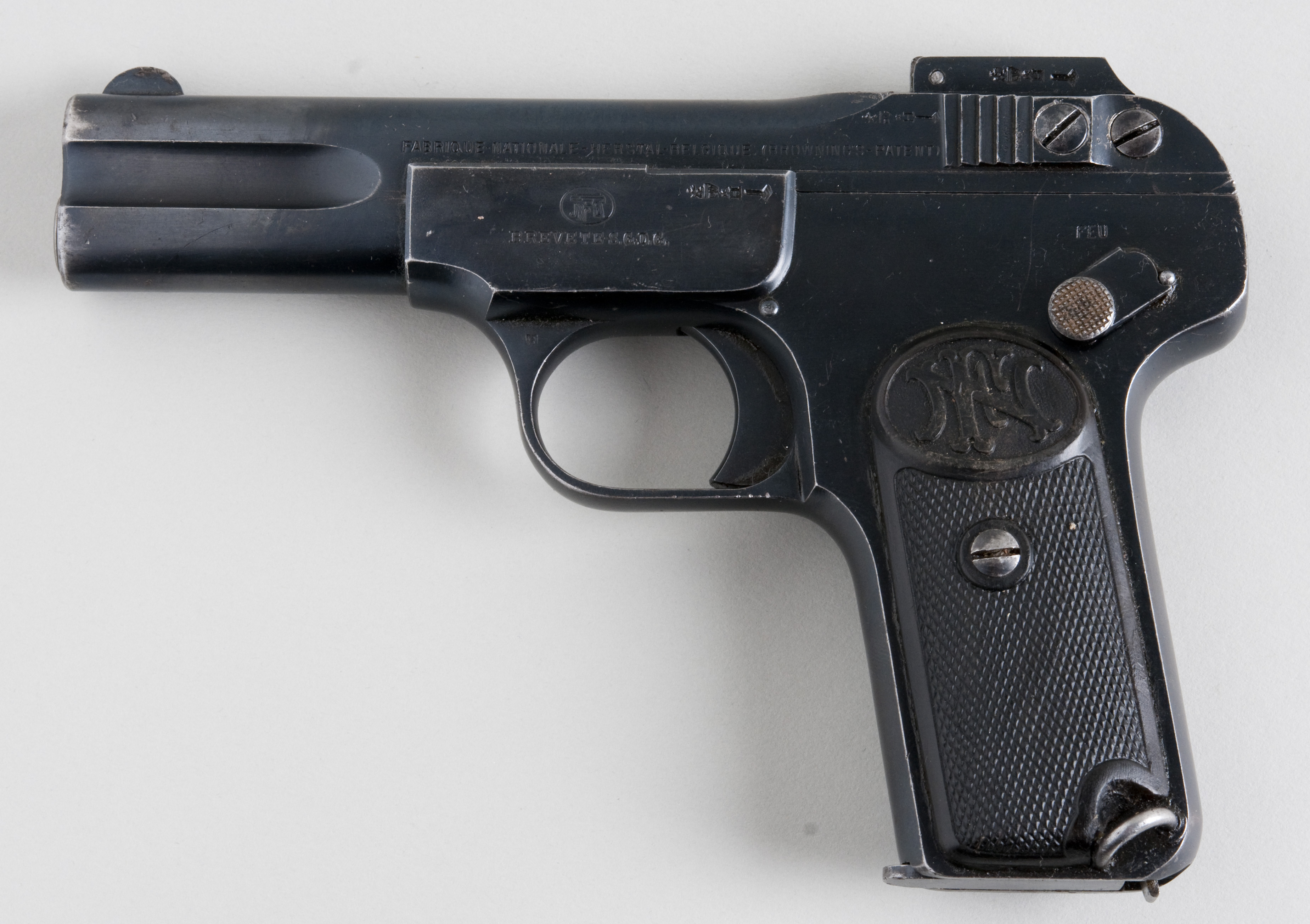
Pistolet samopowtarzalny Browning M1900 (XX w.)

Sytuacja diametralnie zmieniła się pod koniec XIX w. za sprawą powstania pierwszych pistoletów samopowtarzalnych, które niebawem doprowadziły do renesansu użytkowania tej klasy broni. Wśród pionierskich konstrukcji tego typu można wymienić między innymi pistolety Salvator Dormus i Schönberger-Laumann (1891 r.) Borchardt C93 (1893 r.), Bergmann No 3 (1894 r.) i Mauser C96 (1895 r.). O ile pierwsze z nich nie odniosły większego sukcesu, to Mauser C96 zyskał ogromną popularność, stając się pierwszym pistoletem samopowtarzalnym produkowanym na skalę masową. Zaledwie kilka lat później powstał Browning M1900 (1900 r.), którego układ konstrukcyjny wywarł trwały wpływ na kolejne generacje pistoletów aż po konstrukcje współczesne. Początek XX w. przyniósł gwałtowny rozwój pistoletów samopowtarzalnych, które w szybkim tempie zaczęły wypierać z uzbrojenia rewolwery stając się najpopularniejszą bronią krótką po czasy obecne.
Od okresu I wojny światowej, starano się dalej zwiększać siłę ognia pistoletów, poprzez próby dostosowania ich do prowadzenia ognia ciągłego. Powstające w ten sposób pistolety automatyczne, mimo iż nadal produkowane, nigdy nie zdobyły szerszej popularności ze względu na daleką niepraktyczność (problem z utrzymaniem broni o tak małych gabarytach w celu podczas strzelania seriami).
Współcześnie pistolety stanowią niemal wyłącznie broń samopowtarzalną i znajdują szerokie zastosowanie jako broń boczna zarówno w formacjach wojskowych, policyjnych, jak i w wymiarze cywilnym: ochronie, samoobronie, rekreacji i sporcie.